# El Potrero (Coclé)
El Potrero è un comune (corregimiento) della Repubblica di Panama situato nel distretto di La Pintada, provincia di Coclé. Si estende su una superficie di 73,9 km² e conta una popolazione di 3.165 abitanti (censimento 2010).